# Goetzea ekmanii
Goetzea ekmanii är en potatisväxtart som beskrevs av Otto Eugen Schulz. Goetzea ekmanii ingår i släktet Goetzea och familjen potatisväxter. Inga underarter finns listade i Catalogue of Life.